# Strülleken
Das Strülleken bei und in Silbach im nordrhein-westfälischen Hochsauerlandkreis ist ein etwa 1,5 km langer, östlicher und orografisch rechter Zufluss der Namenlose im Rothaargebirge.
Das Strülleken entspringt und verläuft im Naturpark Sauerland-Rothaargebirge. Seine Quelle liegt auf dem Südhang der Nordhelle auf etwa 704 m ü. NHN. Der Bach fließt anfangs südwestwärts durch bewaldetes Gebiet, um danach den Nordhelle-Ausläufer Silberberg (747,5 m) südlich und den Kuhlenberg (743,5 m) nördlich zu passieren. Dabei verlässt er den Wald, wendet sich fortan nach Westen und fließt teilweise unterirdisch kanalisiert durch das Dorf Silbach, einem nordwestlichen Stadtteil von Winterberg. Schließlich mündet das Strülleken rund 120 m nordwestlich der Silbacher Dorfkirche auf rund 534 m Höhe in den dort von Süden kommenden Neger-Zufluss Namenlose.
Das Strülleken überwindet auf seinem Weg etwa 170 m Höhenunterschied, was bei etwa 1,5 km Lauflänge einem mittleren Sohlgefälle von 111,4 ‰ entspricht.